# Ta Lam (gmina)
Ta Lam – gmina (khum) w północno-zachodniej Kambodży, w południowej części prowincji Bântéay Méanchey, w dystrykcie Môngkôl Borei. Stanowi jedną z 13 gmin dystryktu.

## Miejscowości
Na terenie gminy położonych jest 8 miejscowości:
- Preah Srae
- Ta Lam Kandal
- Ta Lam Chong
- Boeng Khleang Lech
- Chong Kouk
- Boeng Khleang Kaeut
- Khla Kham Chhkae
- Boeng Veaeng